# Hertz Arena
«Херц-арена» (англ. Hertz Arena) — многофункциональная арена на 7 181 место в Истеро, штат Флорида, США, недалеко от Форт-Майерс, который расположен между Миромар Лейкс и Бонита Спрингс. Арена открылась в ноябре 1998 года и является ареной для команды «Флорида Эверблэйдс» из ECHL. 
В сентябре 2018 года компания The Hertz Corporation выкупила права на наименование арены, и 1 октября она была переименована в «Херц-арена». Компания обратилась в город с просьбой перекрасить арену в ярко-жёлтый цвет с чёрными акцентами, чтобы соответствовать своему бренду. В августе 2019 года семья Хоффманн заключила соглашение о покупке арены и хоккейной команды в рамках своего плана по расширению сегмента развлечений на юго-западе Флориды.